# Gwil Owen
Gwilym „Gwil“ Emyr Owen III (* 24. Juli 1960 in Syracuse, New York) ist ein US-amerikanischer Singer-Songwriter.

## Leben
Gwil Owen wurde in Syracuse, New York geboren und wuchs in Granville, Ohio auf. Er besuchte das Antioch College, machte aber keinen Abschluss. 1981 zog er nach Boston und spielte in der Band The Detonators zusammen mit Jeff Finlin. Mit diesem zog er 1983 nach Nashville, wo beide die Band The Thieves gründeten, die 1988 das Album Seduced by Money auf Bug/Capitol Records veröffentlichte.
Etwa um diese Zeit begann er solo aufzutreten. Er schrieb außerdem Songs für Country-Größen wie Toni Price, Irma Thomas, Little Feat und Jack Ingram. Deuce and Quarter wurde von Keith Richards und Levon Helm für das selbstbetitelte Album von All the King’s Men aufgenommen.
1999 wurde er zusammen mit Koautorin und Interpretin Allison Moorer für den gemeinsamen Song A Soft Place to Fall aus dem Film Der Pferdeflüsterer von Robert Redford für den Oscar in der Kategorie Bester Song nominiert.
Owen ist Mitbegründer von Howlin’ Books in Nashville. Er ist außerdem Bildender Künstler und erstellt Collagen, die in Nashville und Umgebung ausgestellt werden. Owen wurde vor allem von Marcel Duchamp und Man Ray beeinflusst.

## Diskografie

### Solo

#### Alben
- 1999: Magnetic Heaven (Earnest Whitney Entertainment)
- 2008: Gravy (Rambler Records)
- 2009: Ahab's Birthday (Rambler Records)
- 2020: Flying Dream (Rambler Records)

#### EPs
- 1999: Gwil Owen (Earnest Whitney Entertainment)

#### Singles
- 1991: Messed Up Thing (Diesel Only Records)
- 1993: Hot Black Coffee (Diesel Only Records)
- 2016: Tiny Birds (Rambler Records)

### Mit The Thieves
- 1989: Seduced by Money (Album, Capitol Records)
- 1989: Everything But My Heart (Single, Bug)
- 1991: Pheonix (Album, Eigenproduktion)

### Songwriting (Auswahl)
- 1993: Toni Price – Swim Away (Album)
- 1995: Toni Price – Hey (Album)
- 1996: Sonny Burgess – Fasttrain
- 1997: Stacey Q – Boomerang (Album)
- 1997: Bob Woodruff – Perfect World
- 1997: David Olney – Real Lies (Album)
- 1997: All The King’s Men feat. Keith Richards & Levon Helm – Deuce and a Quarter
- 1998: Allison Moorer – A Soft Place to Fall
- 1998: Kevin Gordon – Cadillac Jack's #1 Son (Album)
- 1999: Troy Young Campbell – A Little More Everyday
- 2000: Will Kimbrough – Goodnight Moon
- 2002: Pinmonkey – Augusta
- 2002: Hayseed – 98.6 Degrees
- 2002: The Brown Mountain Lights – Tumbleweed
- 2003: David Olney – Voices on the Water
- 2003: Kevin Bowe and the Okemah Prophets – Soon Enough
- 2006: Irma Thomas – Flowers
- 2008: Little Feat – Join the Band (Album)
- 2008: Orville Nash – ’49 Arizona Buick
- 2018: Shemekia Copeland – One I Love